# IC 2596
IC 2596 ist eine linsenförmige Galaxie vom Hubble-Typ SB0-a im Sternbild Kiel des Schiffs am Südsternhimmel. Sie ist schätzungsweise 142 Millionen Lichtjahre von der Milchstraße entfernt.
Das Objekt wurde am 6. Mai 1904 von Royal Harwood Frost entdeckt.